# Аколе
Аколе (фр. Accolay) је насељено место у Француској у региону Бургоња, у департману Јон.
По подацима из 2011. године у општини је живело 423 становника, а густина насељености је износила 45,63 становника/km².

## Демографија
| 1962. | 1968. | 1975. | 1982. | 1990. | 2011. |
| ----- | ----- | ----- | ----- | ----- | ----- |
| 380   | 344   | 371   | 384   | 377   | 423   |